# Kevin Mitchell
Kevin Darnell Mitchell (ur. 13 stycznia 1962) – amerykański baseballista, który występował na pozycji lewozapolowego przez 13 sezonów w Major League Baseball.
Mitchell dwukrotnie zagrał w All-Star Game (1989, 1990) i raz zwyciężył w World Series będąc zawodnikiem New York Mets w 1986. W sezonie 1989 mając między innymi najwięcej zdobytych w lidze home runów (47) i zaliczonych RBI (125) oraz z najlepszym wskaźnikiem slugging percentage (0,623) został wybrany najbardziej wartościowym zawodnikiem, a także otrzymał nagrodę Silver Slugger Award.